# Абрикосівська сільська рада (Олешківський район)
Абрико́сівська сільська́ ра́да — адміністративно-територіальна одиниця та орган місцевого самоврядування в Олешківському районі Херсонської області. Адміністративний центр — селище Абрикосівка.

## Загальні відомості
- Територія ради: 42,661 км²
- Населення ради: 1 204 особи (станом на 2001 рік)

## Населені пункти
Сільській раді були підпорядковані населені пункти:
- с-ще Абрикосівка

## Склад ради
Рада складалася з 18 депутатів та голови.
- Голова ради: Постоловська Ольга Іванівна
- Секретар ради: Романюк Тетяна Леонідівна

### Керівний склад попередніх скликань
| Прізвище, ім'я, по батькові | Основні відомості                                                         | Дата обрання | Дата звільнення |
| --------------------------- | ------------------------------------------------------------------------- | ------------ | --------------- |
| Постоловська Ольга Іванівна | Сільський голова, 1963 року народження, освіта вища, позапартійна         | 26.03.2006   | 31.10.2010      |
| Постоловська Ольга Іванівна | Сільський голова, 1963 року народження, освіта вища, член Партії регіонів | 31.10.2010   |                 |

Примітка: таблиця складена за даними сайту Верховної Ради України

### Депутати
За результатами місцевих виборів 2010 року депутатами ради стали:

#### За суб'єктами висування
| Суб'єкт висування           | Кількість обраних депутатів | %    |
| --------------------------- | --------------------------- | ---- |
| Партія регіонів             | 12                          | 66,7 |
| Народна партія              | 3                           | 16,7 |
| Комуністична партія України | 2                           | 11,1 |
| Самовисування               | 1                           | 5,6  |

#### За округами
| № округу                    | Прізвище, ім'я, по батькові   | Дата визнання обраним | Освіта  | Партійна приналежність | Відомості про обраного депутата                            |
| --------------------------- | ----------------------------- | --------------------- | ------- | ---------------------- | ---------------------------------------------------------- |
| Комуністична партія України |                               |                       |         |                        |                                                            |
| 11                          | Мовчан Микола Михайлович      | 03.11.2010            | вища    | позапартійний          | пенсіонер                                                  |
| 17                          | Холявко Володимир Михайлович  | 03.11.2010            | вища    | позапартійний          | Фермерське господарство, фермер                            |
| Народна Партія              |                               |                       |         |                        |                                                            |
| 7                           | Романюк Віталій Леонідович    | 03.11.2010            | вища    | позапартійний          | тимчасово не працює                                        |
| 9                           | Стадницька Тетяна Іванівна    | 03.11.2010            | вища    | позапартійна           | ВАТ «Радужне», секретар                                    |
| 16                          | Зябко Анюта Ігорівна          | 03.11.2010            | середня | позапартійна           | приватне підприємство, продавець                           |
| Партія регіонів             |                               |                       |         |                        |                                                            |
| 1                           | Толстюк Людмила Вікторівна    | 03.11.2010            | вища    | член Партії регіонів   | Абрикосівська загальноосвітня школа I-III ст., бібліотекар |
| 2                           | Толстюк Валентина Миколаївна  | 03.11.2010            | вища    | член Партії регіонів   | Абрикосівська загальноосвітня школа I-III ст., вчитель     |
| 4                           | Калінкіна Алла Миколаївна     | 03.11.2010            | середня | член Партії регіонів   | ВАТ «Радужне», технічний працівник                         |
| 5                           | Павлюченко Олена Анатоліївна  | 03.11.2010            | середня | член Партії регіонів   | Великокопанівський ринок «Нежданна», продавець             |
| 6                           | Романюк Тетяна Леонідівна     | 03.11.2010            | вища    | член Партії регіонів   | Абикосівська сільська рада, землевпорядник                 |
| 8                           | Жандаров Олександр Юрійович   | 03.11.2010            | вища    | член Партії регіонів   | ВАТ «Радужне», завідувач майстернями                       |
| 10                          | Лишак Наталія Іванівна        | 03.11.2010            | вища    | член Партії регіонів   | Абрикосівська загальноосвітня школа I-III ст., директор    |
| 12                          | Тимчак Любов Андріївна        | 03.11.2010            | вища    | член Партії регіонів   | Абрикосівська сільська рада, секретар                      |
| 13                          | Шараєв Олег Георгійович       | 03.11.2010            | вища    | член Партії регіонів   | ВАТ «Радужне», механік                                     |
| 14                          | Кагальняк Тетяна Василівна    | 03.11.2010            | середня | член Партії регіонів   | тимчасово не працює                                        |
| 15                          | Устінова Валентина Миколаївна | 03.11.2010            | середня | член Партії регіонів   | ВАТ «Радужне», продавець                                   |
| 18                          | Холявко Лариса Євгенівна      | 03.11.2010            | вища    | член Партії регіонів   | Абрикосівська загальноосвітня школа I-III ст., вчитель     |
| Самовисування               |                               |                       |         |                        |                                                            |
| 3                           | Дардан Андрій Олександрович   | 03.11.2010            | вища    | позапартійний          | Фермерське господарство, фермер                            |

## Населення
Згідно з переписом УРСР 1989 року чисельність наявного населення сільської ради становила 1254 особи, з яких 600 чоловіків та 654 жінки.
За переписом населення України 2001 року в сільській раді мешкали 1204 особи.

### Мова
Розподіл населення за рідною мовою за даними перепису 2001 року:
| Мова       | Відсоток |
| ---------- | -------- |
| українська | 87,79 %  |
| російська  | 11,79 %  |
| угорська   | 0,17 %   |
| польська   | 0,08 %   |